# Augusta Victoria
Die Augusta Victoria war ein Schnelldampfer, der von 1888 bis 1889 das größte deutsche Passagierschiff war. Er fuhr für die Hamburg-Amerikanische Packetfahrt-Actien-Gesellschaft (HAPAG). Mit diesem Schiff veranstaltete die HAPAG die allererste Kreuzfahrt. Benannt wurde das Schiff nach der deutschen Kaiserin Auguste Viktoria. Es gab ein Schwesterschiff, die Columbia, und die zwei etwas größeren Schwestern Normannia und Fürst Bismarck.

## Rekorde und Erstbefahrungen
- Schnellste Jungfernfahrt über den Atlantik in Ost-West-Richtung (19. Mai 1889)
- Erste Kreuzfahrt (22. Januar bis 21. März 1891), dabei Passage von Gibraltar als: größtes bisheriges Handelsschiff, erster Doppelschrauben-Personendampfer und erstes HAPAG-Schiff.

## Geschichte

### Bestellung und Bau
Bei der HAPAG führte Albert Ballin, der seit dem 31. Mai 1886 Leiter des Passagedienstes war, eine groß angelegte Neuordnung durch. In diesem Zuge sollten Schnelldampfer angeschafft werden, die mit denen der britischen Reedereien mithalten konnten. Nach langen Verhandlungen gelang es der Stettiner Maschinenbau AG Vulcan, den Auftrag für einen Schnelldampfer zu erhalten. Der Vertrag wurde im November 1887 abgeschlossen. Da die Stettiner Werft bislang kein vergleichbares Schiff gebaut hatte, musste sie eine Bankgarantie vorlegen, die von dem Berliner Bankhaus S. Bleichröder und dem Stettiner Bankhaus Wm. Schlutow gegeben wurde. Das zweite Schiff (die Columbia) bestellte die HAPAG als vorsichtiges Unternehmen gleichzeitig bei der britischen Werft Laird Brothers, die Erfahrungen im Bau solcher Schnelldampfer besaß und sich für den Bau beider Dampfer beworben hatte.
Das Schiff sollte ursprünglich Normannia heißen. Es wurde dann nach der deutschen Kaiserin Auguste Viktoria benannt. Die Kaiserin war beim Stapellauf am 1. Dezember 1888 in Stettin anwesend.

### Liniendienst und Kreuzfahrten bei der HAPAG
Die Augusta Victoria wurde am 24. April 1889 der HAPAG übergeben und trat am 10. Mai ihre Jungfernfahrt von Hamburg über Southampton nach New York an. Sie war zu dieser Zeit der dritte Doppelschrauben-Schnelldampfer auf dem Nordatlantik nach den britischen Dampfern City of Paris und City of New York der Inman Line, die größer und schneller waren.
Die Augusta Victoria und die im Juni von Laird gelieferte Columbia versahen ihren Dienst zuverlässig und schnell. Allerdings gab es im Winter kein ausreichendes Publikumsinteresse an der Querung des Nordatlantiks. In ihrem ersten Winter wurden die Schnelldampfer daher aufgelegt. Albert Ballin entschloss sich für den nächsten Winter, in dieser Zeit eine Kreuzfahrt anzubieten. Vom 22. Januar bis zum 21. März 1891 wurde eine Mittelmeerkreuzfahrt der Augusta Victoria von und nach Cuxhaven angeboten, an der 241 Personen, darunter 49 Ausländer und 67 weibliche Fahrgäste, teilnahmen. Über Southampton, Gibraltar und Genua wurde Alexandria angelaufen, wo das Schiff 5 Tage verblieb. Nächste Ziele waren Jaffa, Beirut und Konstantinopel mit je vier Tagen Aufenthalt. Auf dem Rückweg wurden Piräus, Malta, Palermo, Neapel, Lissabon und schließlich noch Southampton angelaufen. In den Häfen mit längeren Aufenthalten gab es Ausflugsprogramme z. B. nach Kairo, Jerusalem, Damaskus, Athen und Rom. 1892 und 1893 wurde ähnliche Reisen durchgeführt. Am 16. Juli 1894 lief die Augusta Victoria zur ersten Nordland-Reise, die bis Spitzbergen führte, aus Hamburg aus. 1896 führte das Schwesterschiff Columbia die erste Westindien-Kreuzfahrt durch. Als „Vergnügungsreisen“ angeboten, wurden diese Reisen zu einem festen Bestandteil des Angebotes der HAPAG neben dem Linienverkehr.

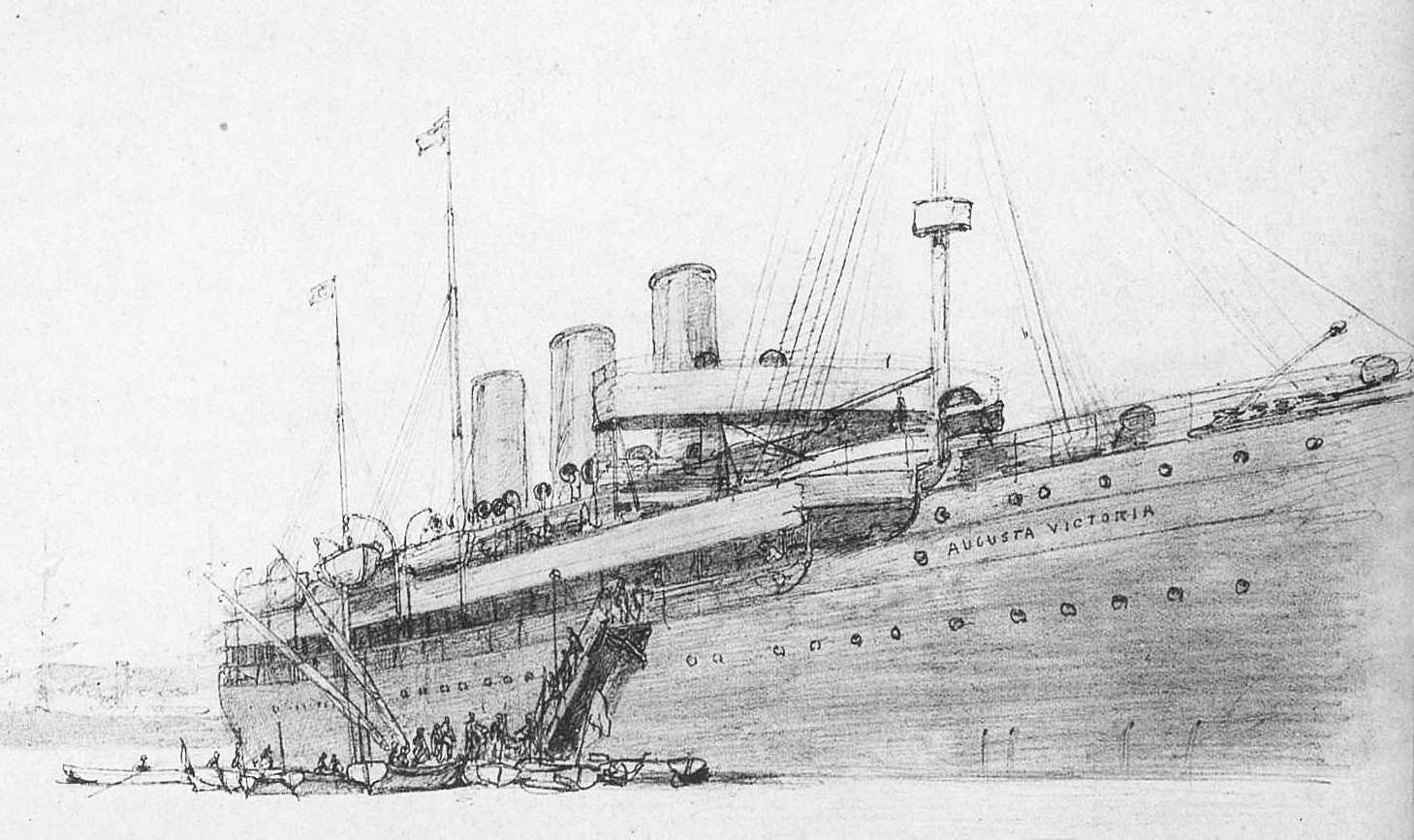
Augusta Victoria auf Reede vor Piräus, 1891. Zeichnung von C.W. Allers

Ab August 1892 hatten die HAPAG-Schiffe ein Problem wegen der Choleraepidemie in Hamburg und der strengen Quarantänebestimmungen in New York. Die Schnelldampfer liefen in dieser Zeit nur bis Southampton. Als im September kurzzeitig wieder vermehrt Cholera-Fälle auftraten, wurde Wilhelmshaven für eine Weile Endpunkt des Verkehrs der Schnelldampfer.
Der Norddeutsche Lloyd (NDL) setzte seine Schnelldampfer im Winter von Mittelmeerhäfen nach New York ein. Dem schloss sich die HAPAG 1893 an und die Augusta Victoria lief am 15. März 1894 erstmals auf der Route Genua–Neapel–Gibraltar–New York.
Im Juni 1895 dienten die Augusta Victoria und ihr Schwesterschiff Columbia dem Transport der Ehrengäste bei der Eröffnung des Kaiser-Wilhelm-Kanals. Am 22. Oktober 1896 fuhr sie von Hamburg nach New York; anschließend wurde sie in Großbritannien umgebaut. Die Augusta Victoria war das langsamste Schiff der Serie, und man erhoffte sich durch eine Verlängerung auf das Maß der beiden späteren Schnelldampfer auch eine höhere Geschwindigkeit.

### Umbau 1897
Der Dampfer wurde im Winter 1896/1897 bei Harland & Wolff in Belfast auf 163,10 m verlängert, dabei erhöhte sich die Vermessung auf 8.479 BRT, und es wurden der mittlere Mast entfernt und die Brücke überdacht. Der Name wurde in Auguste Victoria geändert, da dies der korrekte Name der Kaiserin war.

Im April 1897 wurde das Schiff wieder in Dienst gestellt und im alten Umfang eingesetzt. Im Mai 1897 fand auf ihr ein Empfang zu Ehren des 50-jährigen Jubiläums der HAPAG statt. 

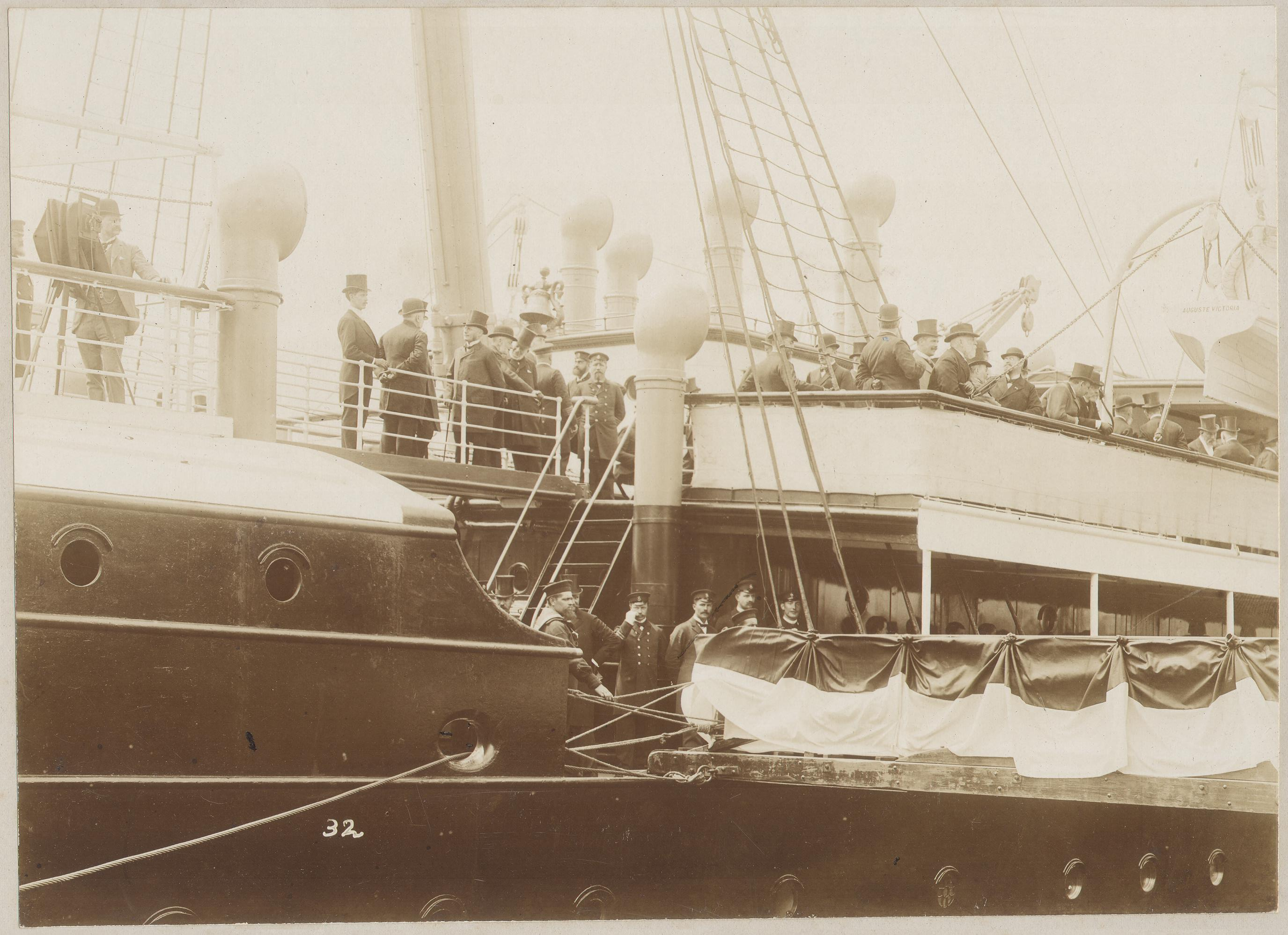
Empfang in Hamburg Mai 1897

Allerdings waren die vier HAPAG-Schnelldampfer durch das Erscheinen der Kaiser Wilhelm der Große des NDL inzwischen weit übertroffen worden, und auch die HAPAG suchte nach neuen Schiffen und ließ die ähnliche Deutschland bauen. Sie gab daher 1898 die Columbia und die Normannia nach Spanien als Hilfskreuzer ab. Die Auguste Victoria blieb im Dienst der HAPAG und lief am 16. Januar 1904 zum letzten Mal aus Hamburg nach New York aus.
1904 wurde sie dann wie ihre beiden bei der HAPAG noch vorhandenen Schwestern Columbia (die 1899 aus Spanien zurückgekauft worden war) und Fürst Bismarck nach Russland verkauft und im Mai nach Libau überführt.

### Einsatz bei der russischen Marine
Im Mai 1904 kaufte die russische Marine (offiziell die Russische Freiwillige Flotte) das Schiff, um es im Russisch-Japanischen Krieg als Hilfskreuzer einzusetzen.
Während der Umrüstungsarbeiten (Bewaffnung, Änderung und Erweiterung der Kohlenlager) kam es am 12. Juli zu einem Unfall im Dock, so dass der Hilfskreuzer, am 26. Juli in Kuban (nach dem Fluss Kuban im Kaukasus) umbenannt, für eine geplante Kontrollfahrt in den Atlantik mit seinem Schwesterschiff Terek (ehemals Columbia) ausfiel. Die Kuban lief zwei Wochen nach dem aus der Baltischen Flotte entstandenen Zweiten Pazifischen Geschwader aus Libau aus und lief allein Richtung Ostasien. Sie war inzwischen mit zwei 12-cm-L/45-Canet-Geschützen, vier 7,5-cm-L/50-Canet-Geschützen, acht 5,7-cm-Hotchkiss-Geschützen sowie zwei Maschinengewehren bewaffnet. Am 30. November erreichte sie Dakar und übernahm auf See vom deutschen Dampfer Friesland Kohle, da die französischen Behörden eine Versorgung im Hafen nicht gestatteten. Ab dem 2. Januar 1905 vor Madagaskar war die Kuban dann ein Teil des II. Pazifischen Geschwaders auf dem Weg in den Fernen Osten. Anfang Mai wurde sie vor der Seeschlacht bei Tsushima aus dem Geschwaderverband entlassen, um als Handelsstörer östlich der japanischen Inseln den Schiffsverkehr Richtung USA und Kanada zu stören.
Sie kontrollierte mehrere neutrale Dampfer und erhielt von ihnen Informationen über den Ausgang der Schlacht. Sie lief nach Indochina zurück, wo die Franzosen nur eine Versorgung für den Weg bis Wladiwostok zuließen. Die Kuban passierte am 18. Juni 1905 Singapur und erreichte am 1. Juli Dschibuti. Von deutschen Schiffen mit Kohlen versorgt, lief sie durch das Rote Meer Richtung Sues und durchsuchte weiterhin Handelsschiffe auf Ladungen nach Japan. Am 15./16. Juli passierte sie den Sueskanal. Nach einem Zwischenstopp in Algier erreichte sie am 3. August Libau, das sie am 28. Oktober 1904 verlassen hatte.
Am 1. Dezember 1906 wurde das Schiff aus der Liste der Kriegsschiffe gestrichen, am 23. März 1907 zum Abbruch verkauft und ab Mai in Stettin zerlegt.